# Bulbophyllum ochrochlamys
Bulbophyllum ochrochlamys là một loài phong lan thuộc chi Bulbophyllum.